# 경남 센트로팰리스 오피스텔
경남 센트로팰리스 오피스텔(영어: Kyeongnam Centro Palace Officetel)은 대한민국 대구광역시 중구 대봉동에 위치한 오피스텔이다.

## 같이 보기
- 경남 센트로팰리스